# Mikko Hietanen
Mikko Hietanen, né le 22 septembre 1911 à Polyany et mort le 3 février 1999 à Laukaa, est un athlète finlandais spécialiste du marathon. Affilié au Vihtavuoren Pamaus, il mesurait 1,67 m pour 54 kg.

## Biographie

### Palmarès
| Date | Compétition                       | Lieu     | Résultat | Épreuve  | Performance       |
| ---- | --------------------------------- | -------- | -------- | -------- | ----------------- |
| 1946 | Championnats d'Europe             | Oslo     | 1er      | 40,1 km  | 2 h 24 min 55 s   |
| 1946 | Marathon international de la Paix | Košice   | 1er      | Marathon | 2 h 35 min 02 s 4 |
| 1948 | Jeux olympiques d'été             | Londres  | —        | Marathon | DNF               |
| 1952 | Jeux olympiques d'été             | Helsinki | 17e      | Marathon | 2 h 34 min 01 s 0 |

### Records
| Épreuve  | Performance     | Lieu | Date |
| -------- | --------------- | ---- | ---- |
| Marathon | 2 h 29 min 39 s |      | 1947 |